# Condado de Montrose
O Condado de Montrose é um dos 64 condados do Estado americano do Colorado. A sede do condado é Montrose, e sua maior cidade é Montrose. O condado possui uma área de 5 808 km² (dos quais 5 km² estão cobertos por água), uma população de 5 808 habitantes, e uma densidade populacional de 6 hab/km² (segundo o censo nacional de 2000). O condado foi fundado em 1883.